# Sokyrjany
Sokyrjany (ukrajinsky Сокиряни, rusky Сокиряны – Sokirjany, rumunsky Secureni) jsou město v Černovické oblasti na Ukrajině. Žije v nich přibližně 8 700 obyvatel. K roku 2005 to bylo bezmála devět tisíc obyvatel.

## Poloha a doprava
Sokyrjany leží na jihovýchodě Černovické oblasti v oblasti historické severní Besarábie. Od Černovic jsou vzdáleny přibližně 110 kilometrů východně, od moldavsko-ukrajinské hranice jen zhruba kilometr. Po administrativně-teritoriální reformě v červenci 2020 patří do nově vzniklého Dněsterského rajónu, do té doby byly centrem Sokyrjanského rajónu.
Nejbližší jiné ukrajinské město je Novodnistrovsk na hrázi Dněsterské přečerpávací elektrárny na Dněstru přibližně dvacet kilometrů severně. Nejbližší město v Moldavsku je Ocnița přibližně pět kilometrů jihovýchodně, přičemž obě města jsou spojena železniční tratí, po které kdysi jezdily vlaky ze směru od Moskvy a Kyjeva do Černovic.

## Dějiny
První písemná zmínka je z roku 1666. Do roku 1711 byly Sokyrjany součástí Moldavského knížectví a pak náležely Osmanské říši a to až do roku 1812, kdy Besarábii získalo Rusko. Od roku 1893 vede přes město železnice z Černovic do Ocnițy. Po první světové válce připadly Sokyrjany do Rumunska. Na počátku druhé světové války anektoval 2. srpna 1940 oblast Sovětský svaz, jehož součástí zůstaly Sokyrjany až do jeho rozpadu v roce 1991, kdy se staly součástí samostatné Ukrajiny.
Městem jsou Sokyrjany od roku 1966.